# Paraboea meiophylla
Paraboea meiophylla är en tvåhjärtbladig växtart som beskrevs av Brian Laurence Burtt. Paraboea meiophylla ingår i släktet Paraboea och familjen Gesneriaceae. Inga underarter finns listade i Catalogue of Life.